# La espina de Dios
La espina de Dios es un largometraje español de 2014 del director Óscar Parra de Carrizosa, y cuyo guion fue escrito por Gema G. Regal y Óscar Parra de Carrizosa. Rodado en la localidad toledana de Santa Cruz de la Zarza y en Israel, el film se estrenó el 27 de marzo de 2015.

## Sinopsis
La película narra los tres años de predicación de Jesús de Nazaret vistos desde la perspectiva de sus apóstoles. Cubre la historia narrada en los evangelios desde la llamada de Andrés y Pedro en el mar de Galilea, hasta la Resurrección y la aparición de Jesús ante Tomás, pasando por las curaciones, exorcismos y sermones, y la crucifixión. Hay escenas que no se relatan en las fuentes como la despedida de Simón Pedro de su esposa, su cumpleaños del apóstol celebrado con todos sus compañeros y la llamada de Judas, Otros episodios, como las disputas entre los apóstoles, elaboran los escuetos datos evangélicos.
El guion está basado en los estudios del profesor Antonio Piñero y  Gerardo Jofre. Fue filmado parcialmente en Santa Cruz de la Zarza por sus paisajes de olivares que evocan los de Judea y Galilea en el siglo I.

## Reparto
- Sergio Raboso.- Jesús de Nazaret
- Antonio Esquinas.- Simón Pedro
- José Antonio Ortas.- Mateo Leví
- Zack Molina.- Santiago Zebedeo
- Víctor Octavio.- Juan Zebedeo
- Manuel Aguilar.- Tomás
- Pablo Pinedo.- Andrés
- Alejandro Navamuel.- Simón el Zelote
- Antonio Meléndez Peso.- Dimas, el ladrón bueno.
- Luis Flor.- Gestas, el ladrón malo.
- Estefanía Martínez.- Galia, la mujer de Simón Pedro
- Cristina Goyanes.- Marta de Betania
- Álvaro Palomo.- Jadash, el criado de Lázaro
- Fedra Lorente.- Sara, la suegra de Simón Pedro
- María Garralón.- María, la madre de Jesús.
- Luis Seguí.- Jacobo, el hermano de Jesús de Nazaret.